# Miguel Palenzuela
Miguel Palenzuela (1933-3 de junio de 2017) fue un actor español.

## Biografía
Actor que ha desarrollado su carrera indistintamente en cine, teatro y televisión. Se formó en el Instituto del Teatro de Barcelona. En la gran pantalla debuta en 1956 con la película La justicia del Coyote, de Joaquín Luis Romero Marchent. A lo largo de su carrera cinematográfica que se prolonga más de 50 años, ha trabajado a las órdenes de directores como Juan Bosch, Mario Camus, Basilio Martín Patino, Jaime Camino, Vicente Aranda, Pilar Miró, Julio Medem o Alejandro Amenábar. Entre los títulos más destacados en su filmografía se incluyen Nueve cartas a Berta (1965), Con el viento solano (1966), Malena es un nombre de tango (1995), Tu nombre envenena mis sueños (1996), Abre los ojos (1997) y Lisboa (1999).
En cuanto a su carrera teatral, se remonta también a la década de 1950. En 1958 interviene en el montaje de El triunfo del amor, de Marivaux, con dirección de Miguel Narros, a la que seguirían Un sombrero lleno de lluvia (1960), de Michael Gazzo, El deseo bajo los olmos (1962), de Eugene O'Neill, con Nuria Espert, La irresistible ascensión de Arturo Ui (1975), de Bertolt Brecht, versionada por Camilo José Cela, La muerte de un viajante (1985), de Arthur Miller, Enrique IV (1986), de Pirandello, Martes de Carnaval de Valle-Inclán, El enfermo imaginario (1996), de Molière, o Medea (2002), de Eurípides, además de muchas otras.
Sus apariciones en televisión datan de principios de los años 60. Además de interpretaciones en espacios de teatro televisado, como Estudio 1, ha intervenido en las series La huella del crimen (1985), Lorca, muerte de un poeta (1987), Miguel Servet, la sangre y la ceniza (1989), La forja de un rebelde (1990), Éste es mi barrio (1996-1997) y El comisario (2000). En 2009 interpretó a Don Juan de Borbón en la TV-Movie 23-F: El día más difícil del Rey.
También se ha dedicado a la dirección escénica, pudiendo mencionarse Violines y trompetas (2000), de Santiago Moncada

## Teatro
| - No habrá guerra de Troya (1956) de Jean Giraudoux, - El malentendido (1956) de Albert Camus, - Inspecciòn ocular (1957) de alejandro Corniero - Antígona (1958), de Jean Anouilh, - Auto de la pasión (1958) de Lucas Fernández, - El triunfo del amor (1958) de Marivaux - La rosa tatuada (1958), de Tennessee Williams - La dama duende (1958), de Calderón de la Barca, - El caballero de Olmedo (1958), de Lope de Vega, - Un soñador para un pueblo (1958), de Antonio Buero Vallejo, - La Orestiada (1959), de Esquilo, - Panorama desde el puente (1959), de Arthur Miller, - Anna Christie (1959/1960), de Eugene O'Neill, - Hamlet (1960), de William Shakespeare, - La herida del tiempo (1960), de J.B. Priestley. - Un sombrero lleno de lluvia (1960), de Michael Gazzo, - Alcoba nupcial (1960), de Jan de Hartog, - El zoo de cristal (1961), de Tennessee Williams, - La medalla/Solo de violin (1961), de Juan Navarro, - Medea (1961), de Eurípides, - El deseo bajo los olmos (1962), de Eugene O'Neill, - El comprador de horas (1962), de Jacques Deval, - Prefiero España (1964), de Alfonso Paso, - Mucho ruido y pocas nueces (1964), de William Shakespeare, - El cepillo de dientes (1970), de Jorge Díaz, - ¿A que jugamos? (1971) - Stralojet 991 (1971), de Juan José Alonso Millán, - Una guerra en cada esquina (1972), de Luis Matilla, - El amante jubilado (1972), de Emilio Romero, - La pereza (1973), de Ricardo Talesnik, - Las gatas sicilianas (1973), de Ortenbach, - La resistible ascensión de Arturo Ui (1975), de Bertolt Brecht, - Julio César (1976), de William Shakespeare, - El filántropo (1976), de Christopher Hampton, - El caballero de Olmedo (1977), de Lope de Vega. - Las arrecogias del beaterio de Santa Maria Egipcia (1978), de José Martín Recuerda, - Solos en esta tierra (1978), de Manuel Alonso Alcalde, - Lástima que sea una puta (1979), de John Ford (dramaturgo). - Contradanza (1980), de Francisco Ors, - Marco Antonio y Cleopatra (1980), de William Shakespeare, - La locura de Don Juan (1980), de Carlos Arniches, - La mojigata (1981), de Leandro Fernández de Moratin, - Los Tarantos (1981), de Alfredo Mañas, - La velada en Benicarlò (1981), de Azaña, | - El último gallinero (1982), de Manuel Martínez Mediero, - Caligula (1982), de Albert Camus, - La tempestad (1983), de William Shakespeare, - La vengadora de las mujeres (1984), de Lope de Vega, - Culpables (1984), de Jaime Salom, - Las troyanas (1984), de Eurípides, - Hecuba (1984), de Séneca, - La muerte de un viajante (1985), de Arthur Miller, - Romeo y Julieta (1986), de William Shakespeare, - Enrique IV (1986), de Pirandello, - Arsénico y encaje antiguo (1987), de Joseph Kesselring. - El alcalde de Zalamea (1988), de Calderón de la Barca, - Un hombre es un hombre (1988), de Brecht, - Tirante el blanco (1988), de Joanot Martorell, - La Celestina (1988), de Fernando de Rojas, - El vergonzoso en palacio (1989), de Tirso de Molina, - El desdén con el desdén (1991), de Agustín Moreto, - La caja de Pandora (1993), de Frank Wedekind, - La emperatriz de los helados (1993), de Luis Riaza (en lectura dramatizada) - Tristana (1994), de Benito Pérez Galdós, - Martes de Carnaval (1995), de Valle-Inclán, - Esa dama (1995), de Kate O'Brien, - El enfermo imaginario (1996), de Molière, - La familia interrumpida (1996), de Luis Cernuda, - San Juan (1998), de Max Aub, - Speer (2000), de Esther Vilar - Medea (2002), de Eurípides, - Corona de amor y muerte (2003), de Alejandro Casona, - La Celestina (2004), de Fernando de Rojas, - Wit (2004), de Margaret Edson, - Madre Celeste (2005), de Ángel García Suárez, - Eduardo III (2005), de William Shakespeare, - El príncipe tirano (2006), de Juan De La Cueva, - Último viaje de Antonio Machado Collioure (2008), de Marco Canale, - Miguel De Molina la copla quebrada (2008), de Borja Ortiz De Gondra, - Edipo rey (2009), de Sófocles, - Edipo en Colono (2009), de Sófocles - Antigona (2009), de Sófocles - La charca inútil (2010), de David Desola, - Patético jinete del rock and roll (2011), de Jesús Campos García - Agosto (Condado de Osage) (2011), de Tracy Letts |